# Berrimes
Berrimes es una aldea situada en la parroquia de Lousame en el municipio de Lousame, provincia de La Coruña, Galicia, España. Está situada a 2 km de la capital municipal a 93 metros sobre el nivel del mar. Las localidades más cercanas son Quintáns, Aldeagrande, Costa y Cruído.

## Toponimia
En la documentación del archivo de Sobrado del siglo X, aparece bajo la denominación Uernimes o Vernimes, por lo que es probable que el nombre derive de la palabra céltica Werna (Aliso, en gallego amieiro). De este lexema derivan los nombres de este árbol en lenguas como el catalán, el occitano o el francés.
De ser cierta esta vinculación, deberíamos suponer que a partir de *Vernimes, se produjo una metátesis de la [r], seguida de la simplificación de la secuencia [nr] (*Venrimes > Verrimes). Estos fenómenos se pueden verificar en otras palabras medievales en gallego como por ejemplo verrei (< *venrei, de vir)

## Historia
El primer lugar documentado de la parroquia de Lousame fue Berrimes, que fue donado el 30 de diciembre del año 955, entre ostras propiedades, por el arzobispo compostelano Sisnando II al monasterio de Sobrado: in territorio Pistomarcus villam cui dicitur Vernimes.
En el año 1120, la reina Doña Urraca y la noble Tigria Enxemeniz donan a la catedral de Santiago y a su arzobispo, Diego Gelmirez, varias posesiones entre las que se encontraban los lugares de Vernimes (Berrimes) y Cirquites (Cerquides).

## Demografía
En el año 2020 tenía una población de 52 personas (26 hombres y 26 mujeres) lo que supone un 5,08 % de la población de la parroquia y un 1,59 % del total municipal. En ese año, era la vigesimoquinta localidad más poblada del municipio, y la séptima de la parroquia. Desde el año 2000 ha incrementado su población en un 6%.
| Gráfica de evolución demográfica de Berrimes entre 1991 y 2021 |
|                                                                |
| Población de derecho según el padrón municipal del INE         |

## Urbanismo
Mantiene cierta continuidad con el núcleo de Quináns y Costa, con los que está directamente conectado y comparte estructura, formando un núcleo más complejo. Este núcleo tiene una extensión de 182.300 m² de los cuales 92.222 m² corresponden a la localidad de Berrimes. Según el INE, Berrimes es una entidad singular de población conformada por un núcleo de población sin diseminado. Es un asentamiento rural con categoría de aldea según el INE.

## Patrimonio
El Cruceiro de Berrimes o del Miradoiro fue el primer cruceiro del cual se publicó una fotografía en el año 1888 en el libro Galicia de M. Murguía. En el año 1889, Núñez Sarmiento publica un artículo sobre este cruceiro en la revista Galicia Diplomática. Carece de inscripción por lo que no se sabe con exactitud su data de construcción, existiendo propuestas dispares que van desde la Edad Media hasta finales del siglo XVIII. Probablemente la parte inferior date del siglo XVI, mientras que la parte superior date de la segunda mitad del siglo XVIII, lo que nos da a entender que fue reformado en esta época. Esta reforma posiblemente esté relacionada con la primera época del taller del escultor noies Xosé Ferreiro (1738-1830), puesto que se conocen algunos cruceiros en los municipios vecinos, pero ninguno de capilla.
Es un Cruceiro de Capela, cuyo repertorio escultórico no es original, pues se repite en otros más antiguos de figura similar. Cristo corona el monumento, Santiago Matamoros aparece a caballo y también están representados San Juan Bautista y San Antonio de Padua. También aparecen dos representaciones de la Virgen.

## Galería de Imágenes

Imágenes de Carantoña
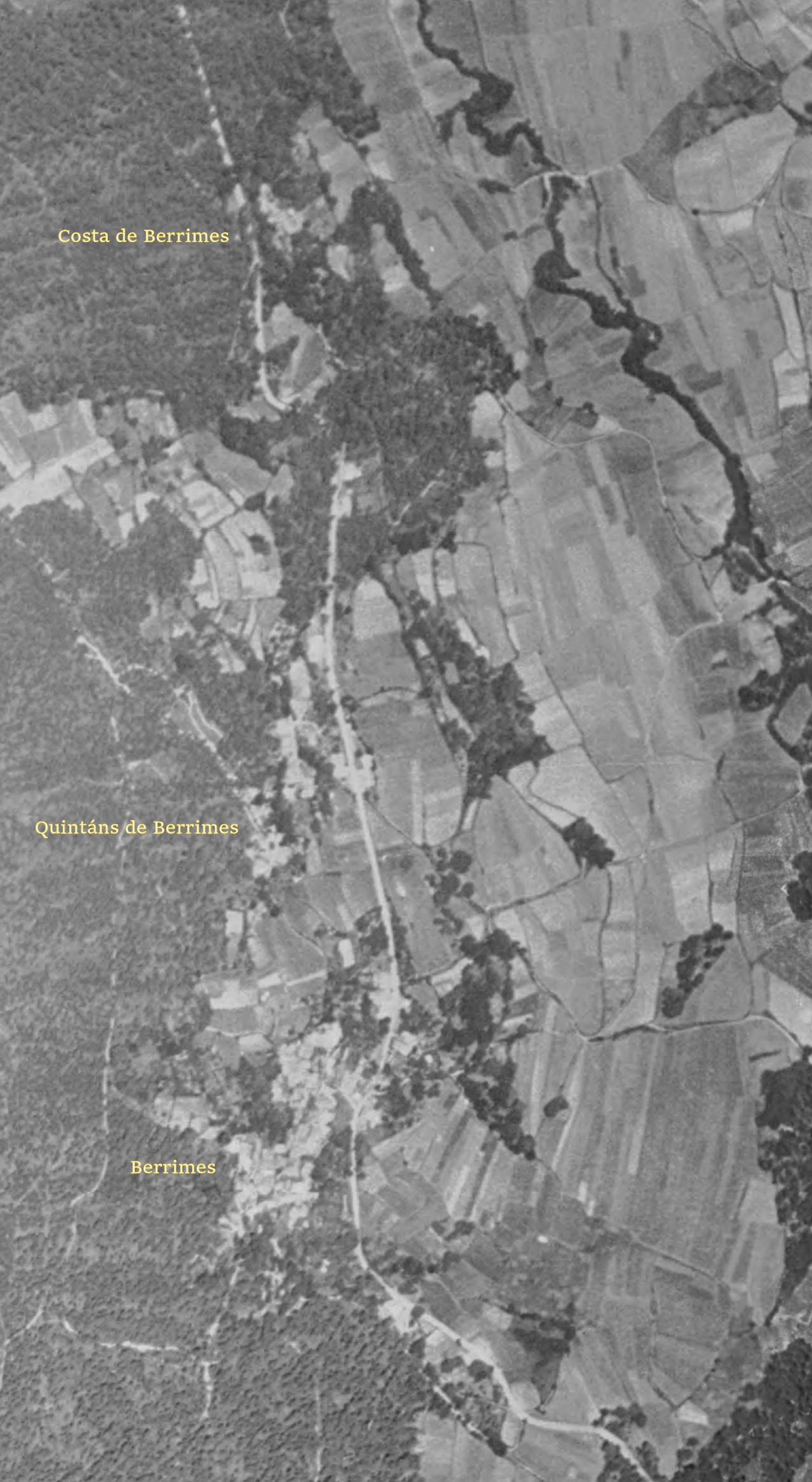
Berrimes, Quintans y Costa en 1955
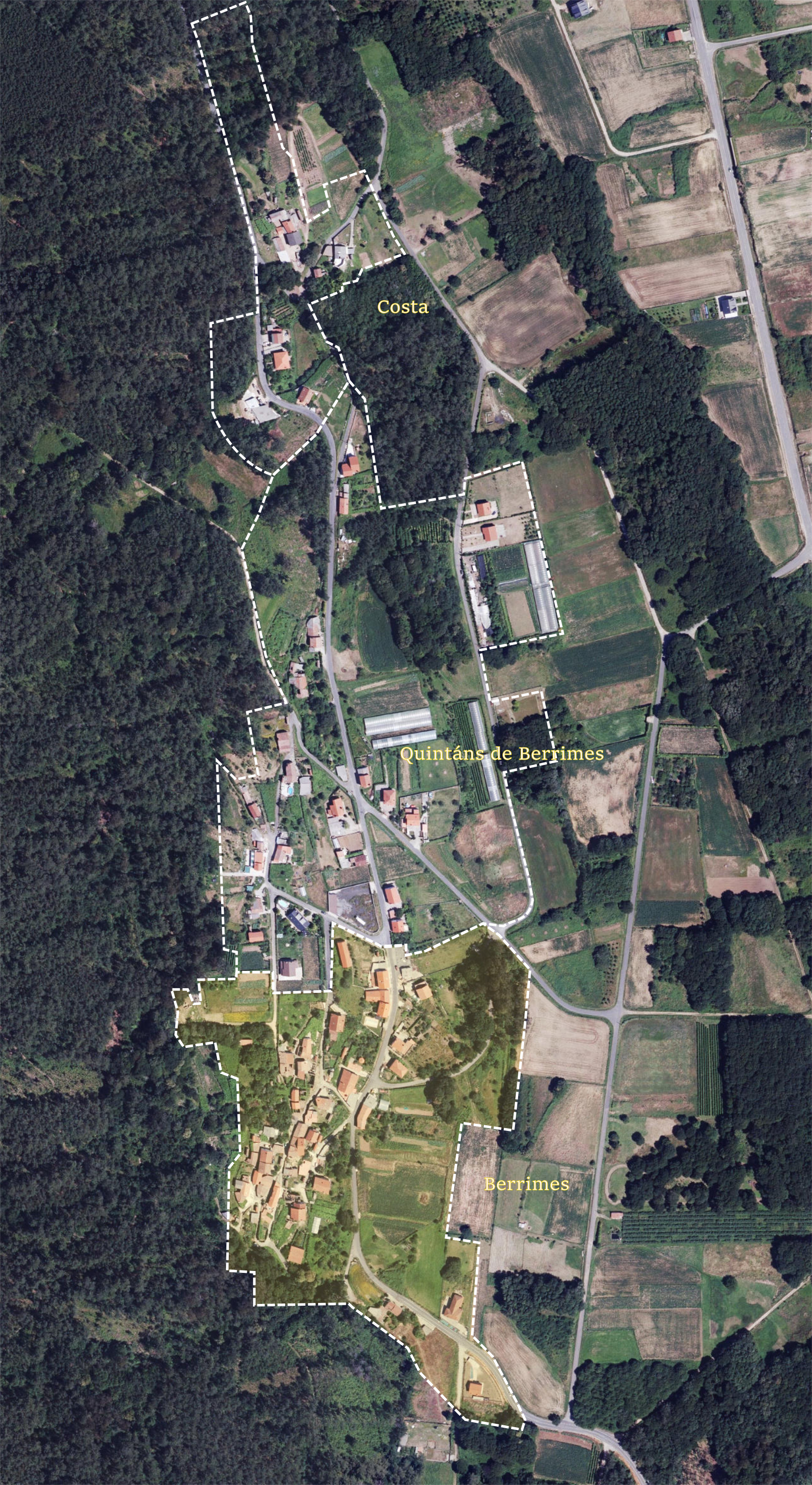
Berrimes en 2014 resaltado en amarillo.
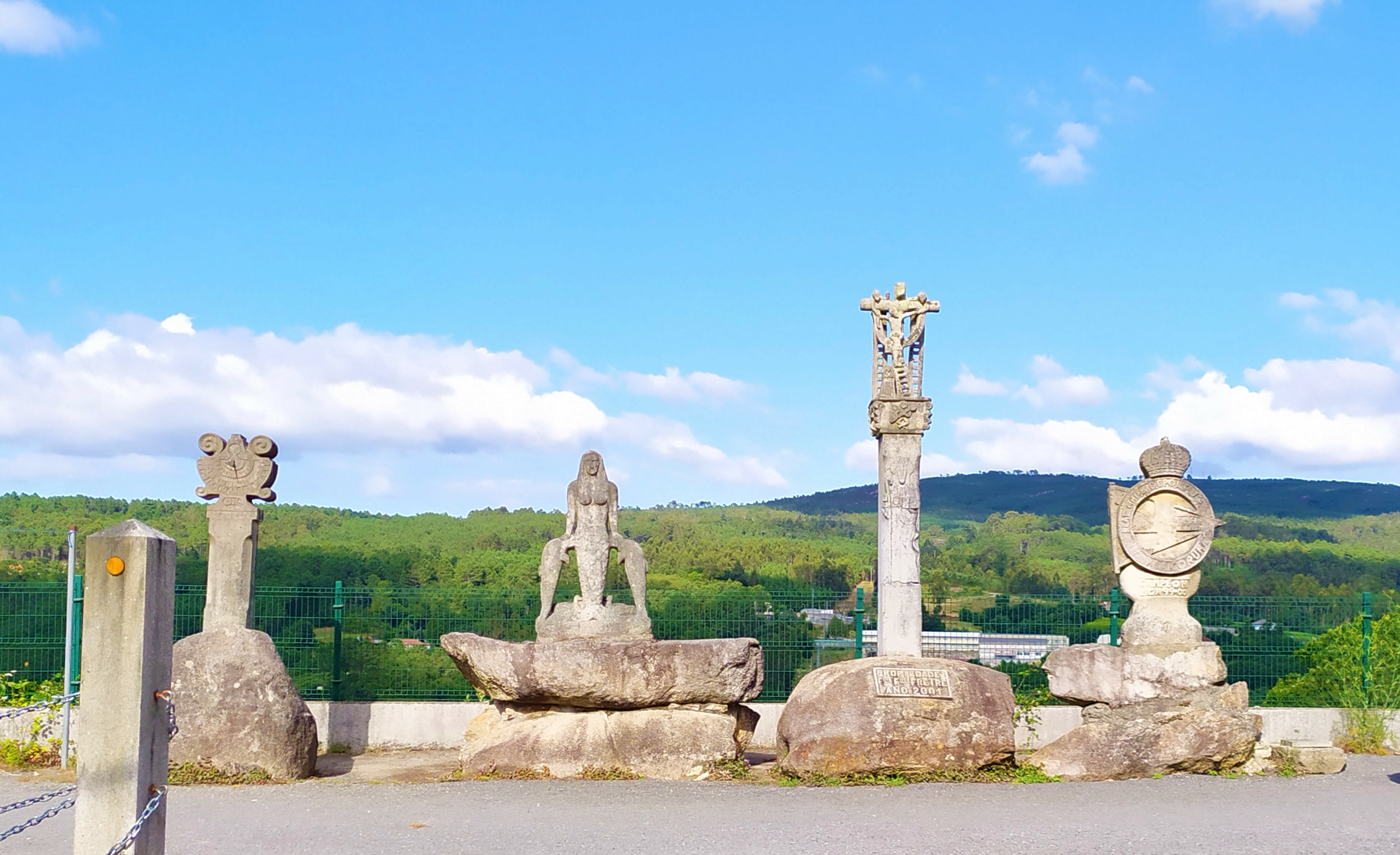
Esculturas en Berrimes
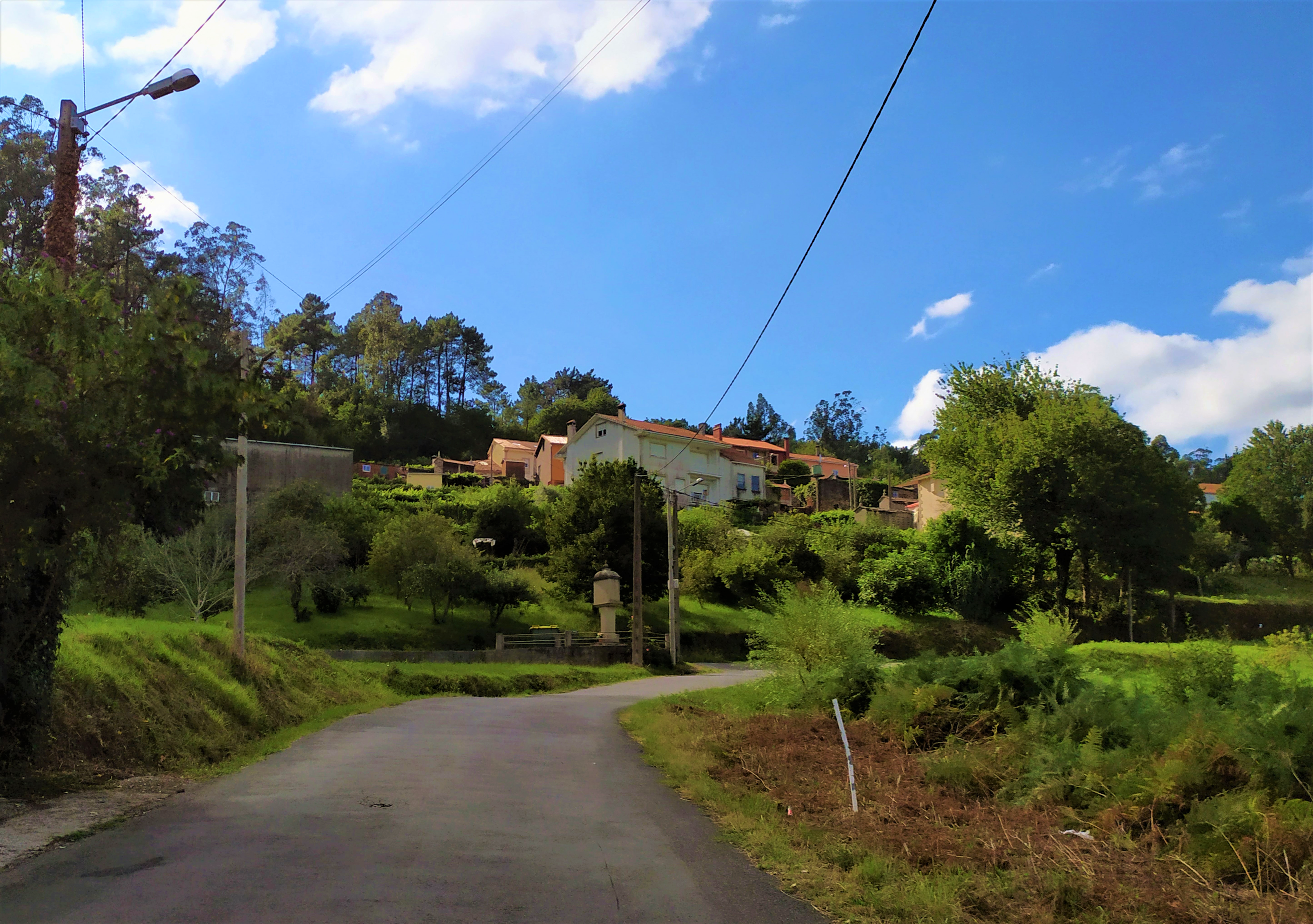
Berrimes
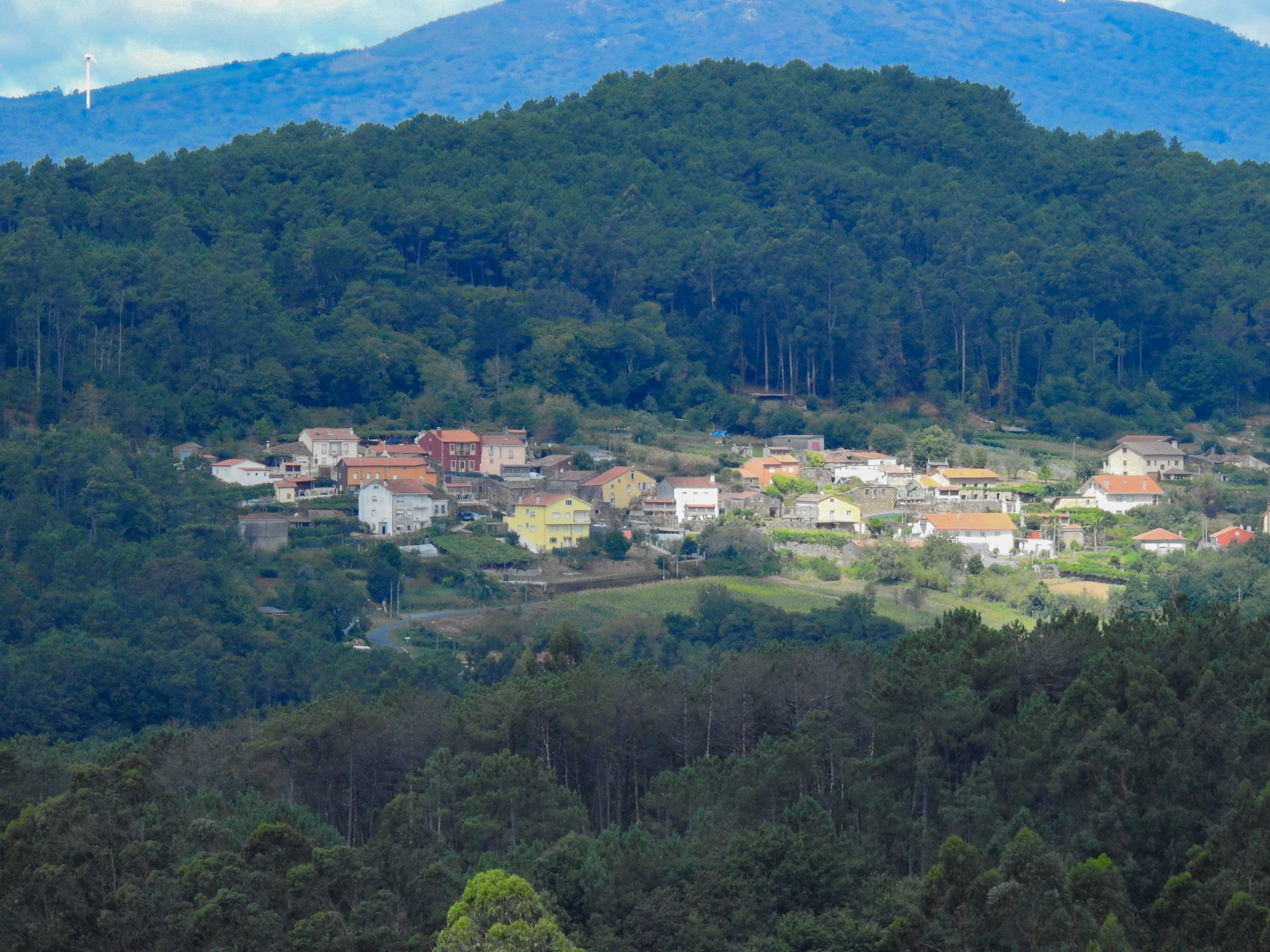
Berrimes